# Зеркальная симметрия (теория струн)
В математике и теоретической физике зеркальной симметрией называется эквивалентность многообразий Калаби — Яу в следующем смысле. Два многообразия Калаби — Яу могут быть совершенно разными геометрически, но давать одинаковую физику элементарных частиц при использовании их в качестве «свёрнутых» дополнительных размерностей теории струн. Сами такие многообразия называют зеркально симметричными.
Зеркальная симметрия была изначально обнаружена физиками. Математики заинтересовались этим явлением около 1990 года, когда Филип Канделас, Ксения де ла Осса, Пол Грин и Линда Паркс показали, что зеркальную симметрию можно использовать в качестве инструмента в исчислительной геометрии, разделе математики, занимающемся подсчётом количества ответов на те или иные геометрические вопросы. Канделас и соавторы показали, что зеркальная симметрия может быть использована для подсчёта числа рациональных кривых на многообразии Калаби — Яу, что решает долго не поддававшуюся задачу. Несмотря на то, что первоначальный подход к зеркальной симметрии базировался на идеях, сформулированных на физическом уровне строгости, математики смогли строго доказать некоторые из предсказаний, сделанные физиками.
Сейчас зеркальная симметрия является одной из наиболее мейнстримных областей исследований в области чистой математики, и математики работают над развитием математического понимания этого основанного на физической интуиции явления. Кроме того, зеркальная симметрия является основным инструментом вычислений в теории струн; также она использовалась для понимания деталей квантовой теории поля, формализма, с помощью которого физики описывают элементарные частицы. Основные подходы к зеркальной симметрии включают в себя программу гомологической зеркальной симметрии Максима Концевича и SYZ-гипотезу Строминджера, Яу и Заслоу.

## Обзор

### Струны и компактификация
Теория струн — теория, в которой фундаментальными объектами являются не точечные частицы, а одномерные объекты, называемые струнами. Струны бывают открытые и замкнутые; открытые выглядят как отрезки, замкнутые — как петли. Теория струн занимается описанием того, как эти фундаментальные объекты — струны — распространяются в пространстве и взаимодействуют друг с другом. На расстояниях бoльших, чем планковская длина, струна выглядит как точечная частица со своими массой, зарядом и другими свойствами, зависящими от колебательной моды струны. Расщепление и рекомбинация струн соответствуют испусканию и поглощению частиц — таким образом, у нас есть струнный язык, которым описывается взаимодействие частиц.
Между миром, который описывается теорией струн, и миром, с которым мы сталкиваемся в повседневности, есть существенная разница. В обычной жизни мы наблюдаем три пространственных измерения (вверх/вниз, налево/направо, и вперёд/назад) и одно временнoе (раньше/позже). Таким образом, на языке современной физики, пространство-время четырёхмерно. Одной из особенностей теории струн является тот факт, что для её самосогласованности требуются дополнительные измерения пространства-времени. В теории суперструн (версии теории струн, которая включает в себя суперсимметрию) требуется шесть дополнительных размерностей пространства-времени в дополнение к привычным четырём.
Одна из целей текущих исследований в области теории струн — развить модели, в которых струны описывали бы поведение частиц, наблюдаемое в экспериментах физики высоких энергий. Мир, в котором мы наблюдаем частицы, кажется нам четырёхмерным — таким образом, необходимо выбрать способ редукции до четырёх измерений на привычных нам расстояниях. В наиболее реалистичных теориях это достигается путём процесса компактификации, в котором дополнительные размерности «замыкаются» сами на себе в окружности. Если эти «свёрнутые» дополнительные размерности оказываются очень малыми, нам будет казаться, что пространство-время в такой теории имеет меньшее количество измерений. Стандартная аналогия здесь — садовый шланг. Если смотреть на садовый шланг с достаточно большого расстояния, он производит впечатление одномерного объекта. В то же время, если к нему приблизиться, будет видно и второе измерение, соответствующее окружности. Так, ползущий по поверхности шланга муравей на самом деле перемещается в двух измерениях, а не в одном.

### Многообразия Калаби — Яу
С помощью компактификации можно превращать получающиеся теоретически многомерные пространства в эффективно четырёхмерные. Однако не всякий способ компактификации приводит к четырёхмерному пространству, которое могло бы описывать наш мир. Можно получить, что компактные дополнительные размерности должны иметь форму многообразия Калаби — Яу. Многообразие Калаби-Яу — (обычно комплексно трёхмерное) пространство, главным свойством которого является тривиальность канонического расслоения. Оно названо в честь Эудженио Калаби, который сформулировал гипотезу о существовании и единственности соответствующей метрики — гипотезу Калаби — и Шинтана Яу, который её доказал.
После того как многообразия Калаби — Яу вошли в физику (в качестве способа компактифицировать «лишние» измерения), физики стали их интенсивно изучать. В конце 80-х Вафа и другие заметили, что по получающемуся четырёхмерному пространству невозможно однозначно восстановить многообразие Калаби — Яу, с помощью которого производилась компактификация. Вместо этого две разные теории струн — теория струн типа IIA и теория струн типа IIB — могут быть скомпактифицированы с помощью абсолютно разных многообразий Калаби — Яу так, что это приведёт к одной и той же физике. Такие два многообразия Калаби — Яу называются зеркально симметричными, и соответствие между двумя исходными теориями струн (более точно, конформными теориями поля, которыми они описываются) называется зеркальной симметрией.
Зеркальная симметрия — частный случай того, что физики называют дуальностью. Дуальностями называются ситуации, когда две разные физические теории оказываются нетривиальным способом эквивалентными. Если можно сделать такое преобразование, что уравнения одной теории совпадают с уравнениями другой теории, то две такие теории называют дуальными по отношению к этому преобразованию. Можно сказать по-другому: две дуальные теории являются математически разными описаниями одного и того же явления. Такие дуальности часто возникают в современной физике, особенно в теории струн.
Безотносительно того, имеют ли отношение компактификации теории струн с помощью многообразий Калаби — Яу к реальному миру, существование зеркальной симметрии имеет существенные математические последствия. Многообразия Калаби — Яу являются объектом изучения чистой математики и с помощью зеркальной симметрии позволяют математикам решать задачи исчислительной алгебраической геометрии. Типичная задача исчислительной геометрии — подсчитать число рациональных кривых на многообразии Калаби — Яу (например, на таком, которое изображено выше). Пользуясь зеркальной симметрией, математики показали, что у этой задачи есть эквивалентная ей для зеркально симметричного многообразия, которую проще решить.
Физики получили зеркальную симметрию, не прибегая к математическим соображениям. В то же время математиков обычно интересуют математически строгие доказательства — доказательства, в которых нет места физической интуиции. С математической точки зрения, описанная выше версия зеркальной симметрии является всё ещё предположением, но существует другая версия зеркальной симметрии — версия, связанная с топологической теорией струн, упрощённой теории струн, введённой Виттеном, которая была строго доказана математиками. На языке топологической теории струн, зеркальная симметрия — утверждение об эквивалентности A-модели и B-модели; они эквивалентны в том смысле, что связаны дуальностью. Сейчас математики активно работают над развитием математического понимания зеркальной симметрии, которая была обнаружена физиками на языке, на котором удобнее думать физикам. В частности, математики пока что не вполне понимают, как строить новые примеры зеркально симметричных многообразий Калаби — Яу, несмотря на некоторый прогресс в этой области.

## История
Истоки зеркальной симметрии следует искать в середине 1980-х, когда было замечено, что замкнутая струна, распространяющаяся по окружности радиуса {\displaystyle R}, физически эквивалентна замкнутой струне, распространяющейся по окружности радиуса {\displaystyle 1/R} (в некоторой системе единиц). Это явление называется T-дуальностью и тесно связано с зеркальной симметрией. В статье 1985 года, Канделас, Горовиц, Строминджер и Виттен показали, что, компактифицируя теорию струн многообразием Калаби — Яу, можно получить теорию, похожую на стандартную модель физики частиц. Следуя этому соображению, физики начали изучать компактификации многообразий Калаби — Яу в надежде построить физику частиц, описывающую реальный мир, которая была бы следствием теории струн. Вафа и другие заметили, что по данной модели четырёхмерной физики частиц нельзя однозначно восстановить многообразие Калаби — Яу, с помощью которого происходила компактификация. Вместо этого есть два многообразия Калаби — Яу, которые приводят к одинаковым четырёхмерным теориям физики частиц.
Изучая соответствия между многообразиями Калаби — Яу и определёнными конформными теориями поля (моделями Гепнера), Брайан Грин и Ронен Плессер нашли нетривиальные примеры зеркального соответствия. Дальнейшее развитие этот вопрос получил несколько позже, когда Филип Канделас и два его студента проверили большое количество многообразий Калаби — Яу на компьютере и обнаружили, что каждое из них является «зеркально симметричной парой» для какого-либо другого.
Математики заинтересовались зеркальной симметрией около 1990 года, когда физики Филипп Канделас, Ксения де ла Осса, Пол Грин и Линда Паркс показали, что с её помощью можно решать не поддававшиеся десятилетиями задачи в исчислительной геометрии. Эти результаты были представлены на конференции в Беркли в мае 1991-го. Во время этой конференции было замечено, что одно из чисел, полученных Канделасом при подсчёте рациональных кривых не совпало с числом, полученным норвежскими математиками Гайром Эллингсруд и Стейном Арилд Стромме, которые использовали, по-видимому, более строгие соображения. Большинство математиков на конференции полагало, что работа Канделаса содержала ошибку, так как базировалась на математически нестрогих суждениях. Однако в скором времени Эллингсруд и Стромме нашли ошибку в своей компьютерной программе и, исправив код, получили ответ, совпавший с ответом Канделаса и соавторов последнего.
В 1990 Эдвард Виттен представил топологическую теорию струн — упрощённую версию теории струн, и физики показали, что для неё тоже есть своя зеркальная симметрия. В послании к Международному математическому конгрессу в 1994 Максим Концевич представил математическую гипотезу, основанную на обнаруженном на физическом языке явлении зеркальной симметрии в топологической теории струн. Эта гипотеза известна как гипотеза гомологической зеркальной симметрии и формализует понятие зеркальной симметрии как утверждение об эквивалентности двух производных категорий: производной категории когерентных пучков на многообразии Калаби — Яу и производной категории Фукаи, строящейся по зеркально симметричному многообразию.
Также около 1995-го Концевич проанализировал работу Канделаса, которая давала общую формулу для подсчёта рациональных кривых на трёхмерной квинтике, и переформулировал эти результаты в виде строгой математической гипотезы. В 1996 Гивенталь опубликовал работу, в которой, по мнению самого Гивенталя, излагается доказательство этой гипотезы Концевича. Поначалу большое количество математиков считали эту работу чрезвычайно непонятной, ввиду чего сомневались в её корректности. Несколько позже Лиан, Лиу и Яу в серии работ независимо опубликовали её доказательство. Безотносительно споров о том, кто опубликовал доказательство первым, эти работы сейчас широко признаны как математическое доказательство результатов, полученных с использованием зеркальной симметрии на языке физиков. В 2000 Кентаро Хори и Кумрун Вафа представили физическое доказательство зеркальной симметрии, основанное на T-дуальности.

## Приложения

### Исчислительная геометрия
Зеркальная симметрия активно применяется в исчислительной геометрии — области математики, интересующейся вопросами вида «сколько существует тех или иных геометрических конструкций»; основным инструментом исчислительной геометрии являются техники, наработанные в алгебраической геометрии. Одна из первых задач исчислительной геометрии была поставлена примерно в 200 г. до н. э. древнегреческим математиком Аполлонием. «Сколько окружностей на плоскости касаются трёх данных?» — спросил Аполлоний. Ответ был дан ещё самим Аполлонием; он таков: в случае, если три данные окружности — общего положения, касающихся их окружностей восемь.
Исчислительные задачи в математике — это обычно задачи о количестве существующих алгебраических многообразий, которые определяются как множества решений систем полиномиальных уравнений. К примеру, кубика Клебша (см. рисунок) определяется при помощи некоторого полинома степени три от четырёх переменных. Артур Кэли и Джордж Сальмон получили в своё время замечательный результат — на такой поверхности можно провести в точности 27 прямых.
Обобщая эту задачу, можно задаться вопросом, сколько прямых может быть проведено на квинтике Калаби — Яу (см. рисунок выше). Эта задача была решена Германном Шубертом, который показал, что существует ровно 2875 таких прямых. В 1986 Шелдон Кац доказал, что число коник, принадлежащих этой квинтике, равно 609250.
К 1991 году большинство классических проблем исчислительной геометрии было решено и интерес к исчислительной геометрии начал утихать. Как сказал математик Марк Гросс, «Когда классические задачи были решены, люди занялись перевычислением чисел Шуберта с помощью современных методов, но это не выглядело чем-то свежим.» Физики Филип Канделас, Ксения де ла Осса, Пол Грин и Линда Паркс вдохнули жизнь в эту область в мае 1991-го, когда показали, что с помощью зеркальной симметрии можно подсчитать количество кривых степени три на квинтике, являющейся многообразием Калаби — Яу. Канделас и соавторы получили, что комплексно трёхмерные многообразия Калаби — Яу содержат в точности 317206375 кривых степени три.
Помимо подсчёта кривых степени три на трёхмерной квинтике, Канделас и соавторы получили гораздо более общие результаты касательно подсчёта рациональных кривых — гораздо более сильные, чем известные на тот момент математикам. Хотя методы, использованные Канделасом, основывались на нестрогих идеях из теоретической физики, математики смогли доказать некоторые предсказания зеркальной симметрии, сделанные на физическом уровне строгости — в частности, все вновь полученные результаты в исчислительной геометрии.

### В теоретической физике
Помимо приложений в перечислительной геометрии, зеркальная симметрия является одним из основных инструментов вычислений в теории струн. В A-модели топологической теории струн физически интересные величины (корреляторы, которыми определяется вероятность тех или иных процессов взаимодействия) выражаются через инварианты Громова — Виттена, которых бесконечно много и которые крайне сложны для вычисления. В B-модели вычисления могут быть сведены к классическим интегралам («периоды») и потому гораздо проще. Пользуясь зеркальной симметрией, можно вместо сложных вычислений в A-модели проделывать эквивалентные, но технически более простые вычисления в B-модели. Также можно использовать другие дуальности теории струн, комбинировать зеркальную симметрию с ними — с целью выполнять эквивалентные вычисления в той теории, где они наиболее просты. Подбирая подходящую теорию, физики могут вычислять величины, вычисление которых невозможно или крайне трудно без использования дуальностей.
За рамками теории струн зеркальная симметрия используется для понимания аспектов квантовой теории поля, формализма, с помощью которого физики объясняют распространение и взаимодействие элементарных частиц. Некоторые калибровочные теории, не являющиеся частью Стандартной модели, но не менее важные теоретически, получаются из струн, распространяющихся вдоль почти сингулярных поверхностей. В таких теориях зеркальная симметрия является важной вычислительной техникой. Действительно, с помощью зеркальной симметрии можно выполнять вычисления в четырёхмерной калибровочной теории, что было изучено Натаном Зайбергом и Эдвардом Виттеном, и что хорошо известно в математике в контексте инвариантов Дональдсона.

## Подходы

### Гомологическая зеркальная симметрия
В теории струн всплывает понятие браны — объекта, обобщающего понятие частицы (0-мерного объекта) до более высоких размерностей. Так, точечную частицу можно воспринимать как брану размерности 0, струну можно воспринимать как брану размерности 1. Можно рассматривать браны более высоких размерностей. Слово «брана» является сокращением от «мембрана», которое иногда употребляется для обозначения двумерной поверхности, что является следующим по размерности обобщением точечной частицы после струны.
В теории струн рассматривают открытые и замкнутые струны. D-браны — важный класс бран, появляющийся при рассмотрении открытых струн. Буква «D» в названии D-брана означает граничное условие, которому такая брана должна удовлетворять — граничное условие Дирихле. Согласно этим граничным условиям, концы открытой струны должны находиться на D-бранах.
Математически браны могут быть описаны с использованием понятия категории. Категория — это, по определению, сущность, состоящая из объектов и, для каждой пары объектов, морфизмов между ними. Объекты являются математическими структурами (такими как множества, векторные пространства, или топологические пространства), а морфизмы являются отображениями между этими структурами. Также можно рассмотреть категорию, объектами в которой будут D-браны, а морфизмами — состояния открытых струн, натянутых между двумя различными D-бранами.
В B-модели топологической теории струн D-браны — комплексные подмногообразия многообразия Калаби — Яу с дополнительным условием закреплённости на них концов струны. Категория, объектами которой являются такие браны, известна как производная категория когерентных пучков на многообразии Калаби — Яу. В A-модели D-браны также могут быть рассмотрены как подмногообразия многообразия Калаби — Яу. Грубо говоря, это то, что математики называют специальными специальными лагранжевыми подмногообразиями. Среди прочего, это означает, что их размерность равна половине размерности того пространства, куда они вкладываются и что они являются подмногообразиями минимального объёма. Категория, объектами которой являются эти браны, называется категорией Фукаи.
Производная категория когерентных пучков строится, используя инструменты комплексной геометрии. Что касается A-стороны, то категория Фукаи явно использует симплектическую геометрию, область математики, выросшую из классической механики. Симплектическая геометрия изучает пространства, на которых задана симплектическая форма — сущность, с помощью которой можно вычислять площадь в двумерных ситуациях.
Гипотеза гомологической зеркальной симметрии, провозглашённая в такой форме Максимом Концевичем, утверждает, что производная категория когерентных пучков на некотором многообразии Калаби — Яу эквивалентна производной категории Фукаи на многообразии, зеркально симметричном выбранному многообразию Калаби — Яу. Эта эквивалентность, по-видимому, является точной математической формулировкой зеркальной симметрии в топологической теории струн. Она неожиданным образом связывает комплексную и симплектическую геометрии.

### SYZ-гипотеза
Другой подход к пониманию зеркальной симметрии был предложен Строминджером, Яу и Заслоу в 1996. Согласно их предложению, известному сейчас как SYZ-гипотеза, зеркальную симметрию можно понимать, разбивая исходное многообразие Калаби — Яу на более простые куски и затем собирая из них зеркально симметричное исходному многообразие Калаби — Яу. Попытаемся объяснить, что имеется в виду.
Простейший пример многообразия Калаби-Яу — двумерный тор (поверхность бублика). Рассмотрим нестягиваемую окружность на поверхности тора, содержащую внутренность бублика (красная окружность на рисунке). Таких окружностей на торе бесконечно много; на самом деле весь тор можно понимать как объединение таких окружностей. Выберем произвольную розовую окружность {\displaystyle B} на рисунке. Будем параметризовывать точками этой розовой окружности красные — в том смысле, что есть биекция между точкой розовой окружности и соответствующей красной окружностью.
Идея о разбиении тора на куски, параметризованные произвольным пространством, может быть обобщена. Подумаем о комплексно двумерных многообразиях Калаби-Яу — K3-поверхностях. Ровно так же, как тор был разложен на окружности, четырёхмерная K3-поверхность может быть разложена на двумерный тор и двумерную сферу. Каждой точке сферы, за исключением двадцати четырёх, соответствует двумерный тор; этим двадцати четырём точкам соответствуют особые торы.
В теории струн основной интерес представляют многообразия Калаби — Яу комплексной размерности 3 (соответственно, действительной размерности 6). Их можно представить в виде 3-торов (трёхмерным обобщением тора, {\displaystyle \mathbb {T} ^{3}\cong S^{1}\times S^{1}\times S^{1}}), параметризованных трёхмерной сферой {\displaystyle B} (трёхмерным обобщением сферы). Каждая точка {\displaystyle B} соответствует 3-тору, за исключением бесконечного количества «плохих» точек, которые образуют «решётку» на Калаби — Яу и которые соответствуют особым торам.
С помощью таких разложений зеркальную симметрию можно представлять интуитивно. Рассмотрим пример с двумерным тором. Представим себе, что этот тор описывает пространство-время какой-то физической теории. Фундаментальным объектом такой теории будут струны, распространяющиеся в пространстве-времени согласно законам квантовой механики. Одной из базовых дуальностей в теории струн является T-дуальность, согласно которой замкнутая струна, распространяющаяся вдоль цилиндра радиуса {\displaystyle R}, эквивалентна замкнутой струне, распространяющейся вдоль цилиндра радиуса {\displaystyle 1/R} в том смысле, что между всеми наблюдаемыми в каждом из описаний можно установить взаимнооднозначное соответствие. К примеру, у распространяющейся струны есть импульс, и струна также может наматываться вокруг цилиндра некоторое число раз (см. число намоток). Для импульса {\displaystyle p} и числа намоток {\displaystyle n} при распространении вдоль цилиндра исходного радиуса, при распространении вдоль цилиндра обратного радиуса у струны будет импульс {\displaystyle n} и число намоток {\displaystyle p}. Применение T-дуальности одновременно ко всем окружностям, на которые мы разбили тор, даёт обращение радиусов этих окружностей, и мы получаем новый тор, который «толще» или «тоньше» исходного. Этот тор и будет зеркально симметричным исходному.
T-дуальность может быть расширена до случая n-мерного тора, который появляется при разложении комплексно n-мерного многообразия Калаби — Яу. В общем случае SYZ-гипотеза утверждает следующее: зеркальная симметрия эквивалентна одновременному применению T-дуальности к этим торам. В каждом случае пространство {\displaystyle B} — это некоторый отпечаток, показывающий, как из этих торов «собрать» многообразие Калаби — Яу.

## Дальнейшее чтение

### Популярно
- Yau, Shing-Tung; Nadis, Steve. The Shape of Inner Space: String Theory and the Geometry of the Universe's Hidden Dimensions. — Basic Books, 2010. — ISBN 978-0-465-02023-2.
- Zaslow, Eric. Physmatics. — 2005. — arXiv:physics/0506153.
- Zaslow, Eric. Mirror Symmetry. — In Gowers, Timothy. The Princeton Companion to Mathematics.. — 2008. — ISBN 978-0-691-11880-2.

### Учебная литература
- Aspinwall, Paul; Bridgeland, Tom; Craw, Alastair; Douglas, Michael; Gross, Mark; Kapustin, Anton; Moore, Gregory; Segal, Graeme; Szendröi, Balázs; Wilson, P.M.H., eds. Dirichlet Branes and Mirror Symmetry. — American Mathematical Society, 2009. — ISBN 978-0-8218-3848-8.
- Cox, David; Katz, Sheldon. Mirror symmetry and algebraic geometry. — American Mathematical Society, 1999. — ISBN 978-0-8218-2127-5.
- Hori, Kentaro; Katz, Sheldon; Klemm, Albrecht; Pandharipande, Rahul; Thomas, Richard; Vafa, Cumrun; Vakil, Ravi; Zaslow, Eric, eds. Mirror Symmetry. — American Mathematical Society, 2003. — ISBN 0-8218-2955-6. Архивировано 19 сентября 2006 года.